# Basílio do Nascimento

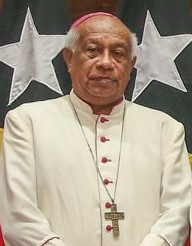
Basilio do Nascimento (2020)

Basílio do Nascimento (14 tháng 6 năm 1950 - 30 tháng 10 năm 2021) là một Giám mục người Đông Timor của Giáo hội Công giáo Rôma. Ông hiện đảm trách vị trí Giám mục chính tòa Giáo phận Baucau và Chủ tịch Hội đồng Giám mục Đông Timor. Trước đây, ông còn đảm trách nhiều vị trí khac như Giám quản Tông Tòa Giáo phận Díli và Giáo phận Baucau.

## Tiểu sử
Giám mục Basílio do Nascimento sinh ngày 14 tháng 6 năm 1950 tại Suai. thuộc Đông Timor. Sau quá trình tu học dài hạn tại các chủng viện theo quy định của Giáo luật, ngày 25 tháng 6 năm 1977, Phó tế Nácimento, 27 tuổi, tiến đến việc được truyền chức linh mục. Tân linh mục cũng là thành viên của linh mục đoàn Giáo phận Díli.
Sau gần 20 năm kinh nghiệm trong công tác mục vụ, ngày 30 tháng 11 năm 1996, tin từ Tòa Thánh loan báo việc Giáo hoàng đã tuyển lựa linh mục Basílio do Nascimento làm Giám mục, cụ thể làm Giám quản Tông Tòa Giáo phận Tân lập, Giáo phận Baucau, cùng danh hiệu Giám mục hiệu tòa Septimunicia. Tân giám mục đã được cử hành các nghi thức truyền chức sau đó vào ngày 6 tháng 1 năm 1997, cách long trọng với ba giáo sĩ cao cấp chủ sự nghi thức truyền chức. Chủ phong cho vị Tân giám mục là Giáo hoàng Gioan Phaolô II, Thượng phụ Tây phương. Hai vị khác trong vai trò phụ phong gồm có Tổng giám mục Giovanni Battista Re, Thành viên văn phòng Quốc vụ khanh Tòa Thánh và Tổng giám mục Miroslav Stefan Marusyn, Tổng thư kí Thánh bộ Các giáo hội Đông phương. Tân giám mục chọn cho mình châm ngôn:Et vocem Spiritu Sancto.
Từ ngày 26 tháng 11 năm 2002, Giám mục Nacimento còn kiêm nhiệm thêm vị trí Giám quản Tông Tòa Giáo phận Díli, nhiệm vụ này chấm dứt ngày 27 tháng 2 năm 2004. Ngày 6 tháng 3 năm 2004, Tòa Thánh chính thức công bố quyết định thăng Giám mục Nácimento làm Giám mục chính tòa Tiên khởi của Giáo phận Baucau.
Tháng 4 năm 2012, các giám mục Đông Timor nhóm họp, nhất trí chọn Giám mục Nácimento làm Chủ tịch Hội đồng Giám mục Đông Timor. Giám mục Nácimento cũng có chuyến viếng thăm Tòa Thánh Ad Limina vào tháng 3 năm 2014. Ngoài ra, từ ngày 9 tháng 2 năm 2015 đến ngày 30 tháng 1 năm 2016, ông một lần nữa kiêm nhiệm vị trí Giám mục Giám quản Tông Tòa Díli.
Ngày 30 tháng 10 năm 2021, giám mục Nacimento đã qua đời tại bệnh viện Quốc gia Guido Valadares của thủ đô Dili, hưởng thọ 71 tuổi.